# Joanna Rosińczuk
Joanna Stanisława Rosińczuk-Tonderys (ur. 1971) – polska pielęgniarka, doktor nauk medycznych w dyscyplinie medycyna, doktor habilitowany nauk o zdrowiu, profesor nadzwyczajny Uniwersytetu Medycznego im. Piastów Śląskich we Wrocławiu. Nauczyciel akademicki, specjalista w dziedzinie pielęgniarstwa neurologicznego i pielęgniarstwa zachowawczego.
Od 1 września 2009 do 9 września 2013 prodziekan ds. studentów na Wydziale Nauk o Zdrowiu Uniwersytetu Medycznego im. Piastów Śląskich we Wrocławiu, później była jego dziekanem, kierownikiem Katedry Pielęgniarstwa Klinicznego, została też wiceprezydentem Sekcji Prewencji i Ryzyka Zawodowego w Ochronie Zdrowia w Międzynarodowym Stowarzyszeniu Bezpieczeństwa Socjalnego (ISSA) w Hamburgu.

## Wykształcenie i działalność akademicka
Studia na kierunku pielęgniarstwo ukończyła w 1996 na Wydziale Zdrowia Publicznego Akademii Medycznej im. Piastów Śląskich we Wrocławiu, 31 marca 2006 uzyskała stopień naukowy doktora nauk medycznych za pracę pod tytułem Analiza przyczyn późnej zgłaszalności chorych z dysfagią do leczenia operacyjnego. Promotorem pracy doktorskiej był profesor dr hab. Krzysztof Grabowski. Zatrudniona na stanowisku adiunkta w Zakładzie Chorób Układu Nerwowego Uniwersytetu Medycznego im. Piastów Śląskich we Wrocławiu, powołana w 2008 do pełnienia obowiązków kierownika zakładu. W latach 2006–2008 kierownik Studium Kształcenia Podyplomowego na Wydziale Nauk o Zdrowiu. Stopień doktora habilitowanego w dziedzinie nauki o zdrowiu uzyskała 10 czerwca 2013 na Wydziale Nauk o Zdrowiu Uniwersytetu Medycznego im. Karola Marcinkowskiego w Poznaniu za pracę habilitacyjną pod tytułem Wpływ dioksyny na struktury ośrodkowego układu nerwowego po zastosowaniu tokoferolu i kwasu acetylosalicylowego w modelu eksperymentalnym. W 2017 otrzymała z rąk prezydenta tytuł naukowy profesora nauk o zdrowiu. Została odznaczona: Odznaką Honorową za zasługi dla rozwoju pielęgniarstwa, Brązowym Krzyżem Zasługi (2005) oraz Medalem Komisji Edukacji Narodowej.
Jej dorobek naukowy obejmuje ponad 250 publikacji z dziedziny nauk medycznych, nauk o zdrowiu, pielęgniarstwa klinicznego oraz kilkanaście książek.

## Działalność społeczna
Jest członkiem The European Pressure Ulcer Advisory Panel (EPUAP), Międzynarodowej Rady Pielęgniarek (ICN), Polskiego Towarzystwa Pielęgniarek (członek zarządu oddziału dolnośląskiego w latach 2001–2013), Polskiego Towarzystwa Pielęgniarek Neurologicznych (członek zarządu głównego od 2011), Sekcji Pielęgniarstwa Polskiego Towarzystwa Neurochirurgicznego oraz Stowarzyszenia Menedżerów Opieki Zdrowotnej.
Bez powodzenia kandydowała z ramienia Bezpartyjnego Wrocławia w 2018 do rady Wrocławia oraz z listy Bezpartyjnych Samorządowców w 2023 do Sejmu i w 2024 do sejmiku dolnośląskiego.